# Dżuzur Aszrafi
Dżuzur Aszrafi (arab. ‏جزر أشرفي‎, Ǧuzur Ašrafī) – bezludne piaskowe wyspy na Morzu Czerwonym przy południowym krańcu Zatoki Sueskiej w cieśninie Madik Dżubal, pomiędzy egipskimi wybrzeżami Afryki a azjatyckim Synajem.
Na wyspy organizowane są rejsy jachtowe z Hurghady. Wokół wysp znajdują się miejsca nurkowe w rafach koralowych.
W pobliżu znajduje się latarnia morska umiejscowiona na rafie koralowej.